# Arrasando
Arrasando е седмият албум на Талия. В много интервюта относно албума тя споделя, че той е по-различен от всичко друго, което е правила дотогава, защото в него преобладават различни стилове – от денс до R&B. Албумът съдържа два кавъра – Lucky Girl на Глория Естефан и Бразилския хит Pata Pata.
Arrasando се представя отлично в много държави по света, а Талия става много по-популярна като поп-звезда. Албумът е издаден на 25 април в Северна Америка и е голям успех за кариерата на Талия. Наред с други награди, той е номиниран и за латино наградите Грами в категория за „Най-добър женски поп албум“ и „Най-добър аранжимент“, като печели втората.

## Песни
1. Entre El Mar Y Una Estrella
2. Regresa A Mi
3. Reencarnacion
4. Arrasando
5. No Hay Que Llorar
6. Quiero Amarte
7. Suerte En Mi
8. Menta Y Canela
9. Tumba La Casa
10. Pata Pata
11. Siempre Hay Carino
12. Rosalinda (Ay Amor)

## Сингли
- Entre el Mar y una Estrella
- Regresa a Mi
- Arrasando
- Reencarnacion